# Carl Voss
Carl Potter Voss, född 6 januari 1907 i Chelsea, Massachusetts, död 13 september 1993 i Lake Park, Florida, var en amerikansk professionell ishockeyspelare som spelade i NHL åren 1926–1938.

## Karriär
Säsongen 1932–33 vann Voss Calder Memorial Trophy som bästa nykomling. 1938 vann han Stanley Cup med Chicago Black Hawks.
Voss spelade även för NHL-lagen Toronto Maple Leafs, New York Rangers, Detroit Red Wings, Ottawa Senators, St. Louis Eagles, New York Americans och Montreal Maroons.
Efter den aktiva spelarkarriären var Voss domare och var NHL:s första domarbas, en position han hade mellan 1950 och 1965. Voss blev ersatt av Scotty Morrison.